# Meta (Kampanien)
Meta, umgangssprachlich auch Meta di Sorrento genannt, ist eine Stadt mit 7781 Einwohnern (Stand 31. Dezember 2023) in der italienischen Metropolitanstadt Neapel, in der Region Kampanien. Die Nachbarorte sind Piano di Sorrento und Vico Equense.

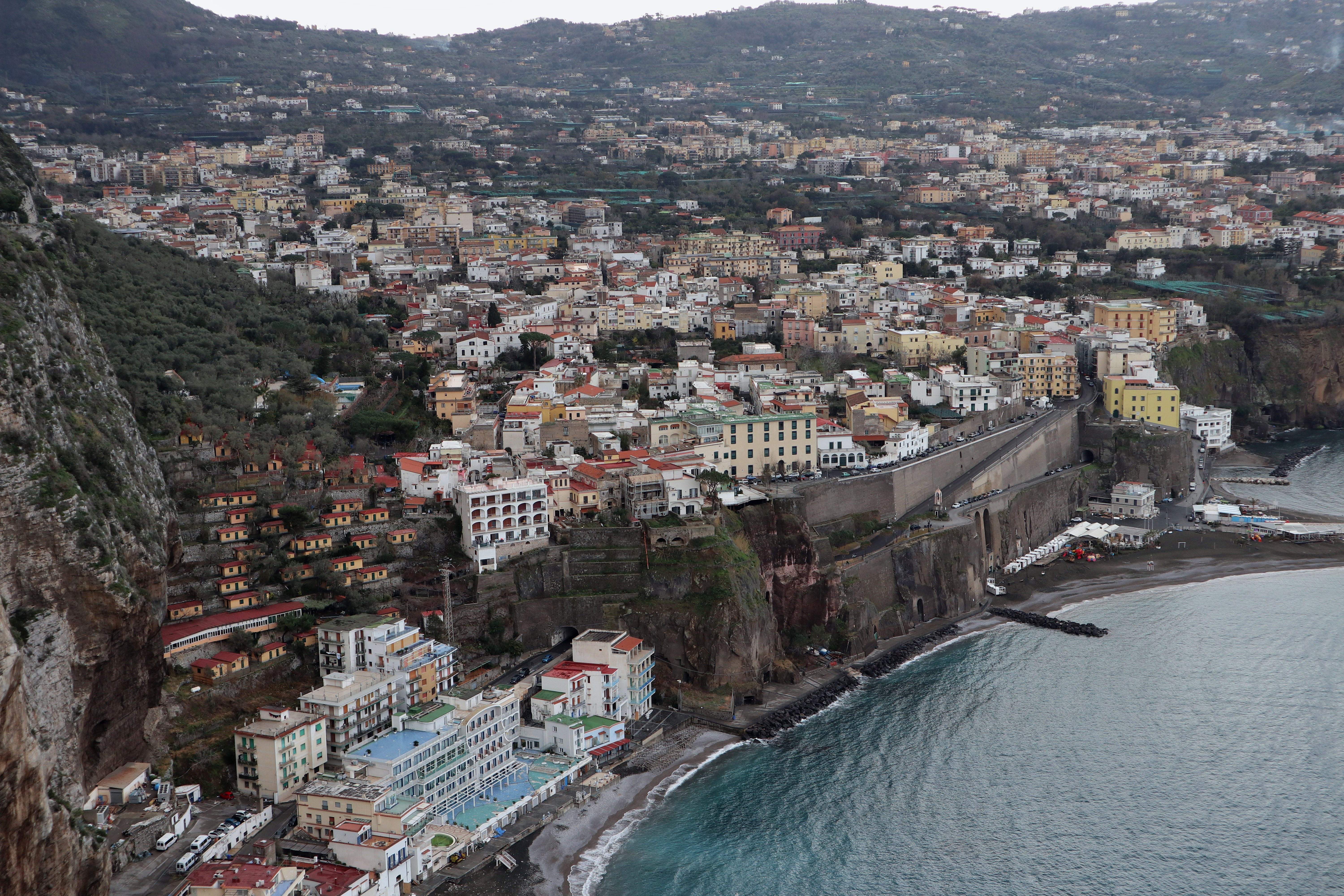
Die Stadt an der Steilküste

## Bevölkerungsentwicklung
Zwischen 1991 und 2001 stieg die Einwohnerzahl von 7392 auf 7696. Dies entspricht einem prozentualen Zuwachs von 4,1 %.

## Personen
Meta ist Heimatort des Kapitäns Francesco Schettino, unter dessen Kommando das Kreuzfahrtschiff Costa Concordia sank, wobei 32 Menschen ums Leben kamen. Auch der katholische Missionar und Erzbischof Gaetano Pollio (1911–1991) wurde in Meta geboren.

## Religion
Die örtlichen Pfarreien S. Maria del Lauro und S. Maria delle Grazie in Alberi gehören zum katholischen Erzbistum Sorrent-Castellammare di Stabia.